# Luciana Souza
Luciana Souza (São Paulo, 14 de juny de 1966) és una cantant i compositora brasilera de jazz.

## Trajectòria
Filla de la poetessa Tereza Souza i del cantant, compositor i guitarrista Walter Santos, va créixer a São Paulo. És llicenciada en Música per la Universitat Berklee, a Boston, amb un grau en Composició de Jazz. Ha rebut el grau de Mestra del Conservatori de Música de Nova Anglaterra.
Va començar la seva carrera a l'edat de tres anys, gravant jingles per a anuncis publicitaris. També ha treballat en el camp de la música clàssica europea, treballant amb la Bach Akademie, a Stuttgart, la Filharmònica de Los Angeles, l'Orquestra Simfònica de Boston, la Filharmònica de Brooklyn, l'Orquestra Simfònica d'Atlanta, amb el compositor Osvaldo Golijov, la Filharmònica de Nova York i el Quartet de Guitarra de Los Angeles.
Centrada en el repertori brasiler, el recrea en els àlbums Brazilian Duos (2001) i Duos 2 (2005), que són dos discos de veu i guitarra. El següent àlbum, Norte e sul/North and south (2003), reuneix clàssics brasilers i nord-americans.
Ha estat nominada tres vegades per a un Premi Grammy com a millor vocalista de jazz els anys 2002, 2003 i 2005. Ha actuat i gravat amb grans músics i compositors de jazz, com Danilo Perez, Hermeto Pascoal, Romero Lubambo, Maria Schneider, Kenny Werner, John Patitucci, i Osvaldo Golijov.
En l'actualitat ensenya a l'Escola de Música de Manhattan. Està casada amb el productor de música Larry Klein.
El 2012 la cantant va publicar Duos III, amb estándards brasilers amb acompanyament de guitarra, i en diu: "És el so amb el qual vaig créixer i el que m'és més còmode. La bellesa de la veu i la guitarra juntes és perquè són dos instruments acústics. Tens moltes possibilitats quant al so, però també tens el silenci. I a mi això em sembla interessant, has de tenir en compte aquest buit. Crec que és fonamental per a la música, perquè és el contrast".
En el seu següent àlbum va abordar la interpretació de les cançons de Chet Baker, acompanyada d'un trio. Es tracta de The Book of Chet, també publicat el 2012, i que li va valer una nominació al millor disc de jazz vocal en els Grammy. Souza diu de la música de Chet: "T'obliga a entrar-hi. Ho atura tot. És per asseure't i estar-te quiet, com la bona poesia", i "Era una ànima molt turmentada. Molts de nosaltres ho som, a pesar que potser no estem tan perduts. I quan canta mostra aquesta vulnerabilitat, aquesta trencadissa que tots tenim a dins. Per a mi evoca una cosa molt especial: que qui et fa arribar el missatge ho ha sofert, ha experimentat l'amor, la pèrdua, i tot el que hi ha entremig".
Gairebé sempre actua amb el guitarrista Romero Lubambo, de qui diu: "fa tant de temps que toquem junts que som com un matrimoni, no ens cal ni dir-nos les coses".

## Discografia
- An Answer to Your Silence (NYC, 1999)[7]
- The Poems of Elizabeth Bishop and Other Songs (Sunnyside, 2000)
- Brazilian Duos (Biscoito Fi, 2001)
- Nord I Sul (Biscoito Fi, 2003)
- Neruda (Sunnyside, 2004)
- Duos II (Sunnyside, 2005)
- The New Bossa Nova (Verve, 2007)[8]
- Tide (Verve, 2009)
- Duos III (Sunnyside, 2012)
- The Book of Chet (Sunnyside, 2012)
- Speaking in Tongues (Sunnyside, 2015)
- The Book of Longing (Sunnyside, 2018)

### Com a convidada
- Adoniran Barbosa – O Poeta do Bexiga (Som Livre, 1990)
- Hermeto Pascoal – A Festa dos Deuses (Polygram, 1992)
- Bob Moses – Time Stood Still (Gramavision, 1994)
- George Garzone – Alone (NYC, 1995)
- David Zoffer – The Beginning of the End (Zoffco, 1996)
- Arthur Maia – Arthur Maia (Paradoxx, 1997)
- Eric T. Johnson – By the Sea (Laugh and Jungle, 1997)
- Fernando Huergo – Living These Times (Fresh Sound, 1998)
- Fernando Brandão – Tempero Brasileiro (FBM, 1998)
- Ben Sher – Tudo Bem (BGI, 1998)
- Guillermo Klein – Los Guachos II (Sunnyside, 1999)
- Danilo Perez – Central Avenue (Verve, 1999)
- Danilo Perez – Motherland (Verve, 2000)
- Ben Sher – Please Take Me to Brazil (BGI, 2000)
- Bob Moses – Nishoma (Grapeshots, 2000)
- Andrew Rathbun – Jade (Fresh Sound, 2000)
- Steve Kuhn – The Best Things (Reservoir, 2000)
- John Patitucci – Communion (Concord, 2001)
- Andrew Rathbun – True Stories (Fresh Sound, 2001)
- Osvaldo Golijov – La Pasion Segun San Marcos (Hänssler, 2001)
- Guillermo Klein – Los Guachos II (Sunnyside, 2002)
- Clarence Penn – Saomaye (Verve, 2002)
- John Patitucci – Songs, Stories, Spirituals (Concord, 2003)
- Cyro Baptista – Beat the Donkey (Tzadik, 2003)
- Aquilo del Nisso – Cinco (Zabumba, 2003)
- Deidre Rodman – Simple Stories (Sunnyside, 2003)
- Donny McCaslin – The Way Through (Arabesque, 2003)
- Maria Schneider Orchestra – Concert in the Garden (ArtistShare, 2004)
- Miguel Zenó – Cerimonial (Marsalis Music, 2004)
- Fred Hersch – Two Hands, Ten Voices (Broadway Cares, 2004)
- Tim Ries – The Rolling Stones Project (Concord, 2005)
- OSESP, São Paulo Symphony Orchestra (Biscoito Fi, 2005)
- Edward Simon – Simplicitas (Criss Cross, 2005)
- Helen Richman / Jenny Mitchell – Duo Essence (Capstone, 2005)
- Fernando Huergo – The Structure of Survival (Fresh Sound, 2006)
- Oscar Castro-Neves – All One (Mack Avenue, 2006)
- Donny McCaslin – Soar (Sunnyside, 2006)
- Aaron Goldberg – Worlds (Sunnyside, 2006)
- Till Brönner – Oceana (Universal, 2006)
- Herbie Hancock – River: The Joni Letters (Verve, 2007)
- Los Angeles Guitar Quartet – LAGQ Brazil (Telarc, 2007)
- Maria Schneider – Cerulean Skies (ArtistShare, 2007)
- Osvaldo Golijov – Oceana (Deutsche Grammophon, 2007)
- Edward Simon/Dave Binney – Oceanos (Criss Cross, 2007)
- Stephen Bishop – Saudade (Target, 2007)
- Till Brönner – Rio (Universal Germany, 2008)
- Walter Becker – Circus Money (Mailboat, 2008)
- Moss – Moss (Sunnyside, 2008)
- Rebecca Pidgeon – Behind the Velvet Curtain (Great American Music, 2008)
- Bobby McFerrin – VOCAbuLaries (EmArcy, 2010)
- Vince Mendoza – Nights on Earth (Horitzontal, 2011)
- Derek Bermel– Canzonas Americanes (Cantaloupe, 2012)
- Ryan Truesdell – Centennial (ArtistShare, 2012)
- Clarice Assad – Imaginarium (Adventure, 2014)
- Gregoire Maret – Wanted (Sunnyside, 2016)
- Yellowjackets - Raising Our Voice (Mack Avenue Records, 2018)